# 第三代平衡計分卡
第三代平衡計分卡（third-generation balanced scorecard，常簡稱為第三代BSC）是在企業績效管理中，由傳統的平衡计分卡的演化版本之一。第三代平衡計分卡是結構化的報告，報告內容應由設計過的研究方法以及自動化的工具所建立。第三代平衡計分卡的用途再讓管理者能夠追蹤工作人員的活動執行，方便管控，同時也能夠觀察因為工作人員的活動造成的後續影響。
第三代平衡計分卡是為解決之前的版本的平衡計分卡發生的問題，在1990年代晚期所開發出來的。它跟其他平衡計分卡的差異在於其組成要素以及設計流程和先前版本的平衡計分卡並不相同。

## 組成要素
第三代平衡計分卡包含下列四種主要組成要素：
- 目的宣言（destination statement）。這是一份一到兩頁對於組織未來特定時間點的敘述，通常是假設現在策略成功施行的三到五年以後。這些成功未來的敘述會被以各種不同的面向觀點進行分類，例如財務與股東的期待、消費者與外部關係、流程與活動、組織與文化。
- 策略連結模型（strategic linkage model）。這在先前的平衡計分卡版本即是「策略地圖（strategy map）」，一般而言包含了12-24個策略性目標，包含在「活動」與「成效」兩大類內容中，與邏輯框架相似。策略性目標之間的連結，代表者組織對各個目標之間因果關係的假設。
- 對於上述每個策略性目標的細項定義。
- 對於策略性目標（包含細部指標）的監控、衡量成功的具體方法。

## 開發流程
第三代平衡計分卡的開發流程需要全部最終會使用計分卡的管理團隊主動參與設計。管理者本身而非外部聘任的專家，要對計分卡的內容進行判斷。流程從發展「目的宣言」出發，讓管理團隊能夠對中長期策略性目標產生共識；這份文件接下來會建立「策略連結模型」，這個模型是用來敘述較短期的管理優先順序，諸如哪些策略活動或策略產出要達成。一旦決定了「策略性目標」，這些目標的「擁有者（owners）」將由管理團隊內部分派。擁有者將會自己定義這些目標，並且將這些目標的細部指標以及測量是否達成指標的方法也討論出來。
第三代平衡計分卡最大的改良，就是策略性目標跟組織本身更容易產生共鳴。因為這些目標都是在組織長期戰略目的之脈絡下產出、加上目的宣言的整合、以及管理階層因為是自己定義目標的所以他們對目標有更大的「擁有感（ownership）」。